# Alonso Lobo de Medina Sidonia
Para información sobre el compositor, véase Alonso Lobo.
Alonso Lobo de Medina Sidonia fue un religioso franciscano nacido en Medina Sidonia en 1510 y fallecido en Barcelona en 1593. 
Defendió a los judíos conversos frente al Estatuto de Toledo, siendo desterrado en 1570. Vivió y predicó en Roma y en Nápoles, de donde fue expulsado por el virrey.
- Datos: Q5670129